# 누누 델가두
누누 미겔 델가두(포르투갈어: Nuno Miguel Delgado, 1976년 8월 27일~)는 포르투갈의 유도 선수이다. 올림픽에 2회 참가하여 2000년 하계 올림픽에서 남자 하프미들급 동메달을 획득했다.